# 阿尔瓦罗·罗夫莱斯
阿尔瓦罗·罗夫莱斯（西班牙語：Álvaro Robles，1991年4月29日—），西班牙男子乒乓球运动员，2019年世界乒乓球锦标赛男子双打银牌得主，2022年地中海运动会男子单打金牌得主。